# Rudolfsheim-Fünfhaus (Wien)
Rudolfsheim-Fünfhaus ( [ˈʀuːdɔlfsˌhaɪ̯m fʏnfˈhaʊ̯s] ?) er den 15. af Wiens 23 bydele (bezirke).
48°12′03″N 16°19′12″Ø / 48.2008°N 16.32°Ø